# Condado de Urgel
O Condado de Urgel é um dos condados históricos da Catalunha, fronteiriço aos condados de Pallars e Cerdanha. A sua extensão máxima abrangeu o território entre os Pirenéus e a taifa de Lleida, incluindo o território do atual principado de Andorra e a comarca de Urgel.

## Condes

### Condes nomeados peloImpério Carolíngio(r.798–870)
- Borel I (797–820)[1]
- Asnar I Galindes e Galindo I (r. 820–834)[1]
- Sunifredo I (r. 834–848)[2]
- Salomão (r. 848–870)[2]

### Casa de Barcelona(r.870–1231)
- Vifredo I (r. 870–897)[1]
- Sunifredo II (r. 897–948)[1]
- Borel I (r. 948–992)[1]
- Armengol I (r. 992–1018)[1]
- Armengol II (r. 1018–1038)[1]
- Armengol III (r. 1038–1065)[1]
- Armengol IV (r. 1065–1092)[1]
- Armengol V (r. 1092–1102)[1]
- Armengol VI (r. 1102–1154)[1]
- Armengol VII (r. 1154–1184)[1]
- Armengol VIII (r. 1184–1209)[1]
- Aurembiaix (r. 1209–1231) (com Pedro I)[1]

### 1236-1314Casa de Cabrera
- 1236-1243 Pôncio I
- 1243 Ermengol IX
- 1243-1268 Álvaro o Castelão
- 1268-1314 Ermengol X

### 1314-1413Casa de Barcelona (restaurada)
- 10 de Novembro de 1314-1327 Rei Afonso IV de Aragão
- 1327-1347 Jaime I de Urgel
- 1347-1408 Pedro II de Urgel
- 1408-31 de Outubro de 1413 Jaime II de Urgel